# VJ
VJ (abreviação de video jockey) é a denominação dada às práticas artísticas relacionadas com a performance visual em tempo real.

## Características
Principais características do VJing são a criação e manipulação de imagens em tempo real, através de meios tecnológicos e para uma audiência, em diálogo com música ou som. A prática do VJing tem lugar em eventos como por exemplo concertos, discotecas, festivais de música e em galerias e museus, muitas vezes em combinação com outras práticas performativas. O resultado da combinação entre as várias práticas artísticas é uma performance em tempo real, que inclui músicos, artistas visuais (VJs), actores, bailarinos, etc. 
O termo VJing, embora tenha origem nas discotecas de Nova Iorque nos anos setenta, ficou popular através da sua associação com o Vídeo Jockey da MTV. Nesse caso, os VJs não precisam de qualquer perícia com equipamento audiovisual, sendo admitidos pela popularidade ou beleza.

## História

### Antecessores
Historicamente, o VJing vai buscar referências a expressões artísticas relacionadas com a experiência sinestética entre som e imagem, presente no filme abstracto experimental e na pintura de Kandinsky. A história dos desenvolvimentos tecnológicos relacionados com a captura e difusão de som e imagem são fundamentais para que seja traçada uma raiz de influências. 
A relação entre o som e a cor é fundamental para a invenção do color organ. O seu inventor, Bainbridge Bishop, concebeu-o como uma forma de representar visualmente a música que ouvia ao adicionar às teclas de um orgão um dispositivo que permitiam criar a correspondência visual aos sons que tocava. Embora existam outros experiências anteriores, o trabalho de Bishop é relevante porque se encontra documentado no livro que o próprio publicou em 1893.."
Esta reação tem sido uma constante na história que combina tecnologia e arte. Em 1919 e 1927, a pianista Mary Hallock-Greenewalt, tocava um instrumento feito de pedais e manípulos e que produzia escalas de luz, com várias intensidades de cor, em combinação com a música. Intitulava a sua obra de "Nourathar".
Durante a década de 1960, em eventos musicais, os artistas visuais utilizavam slides, bolas de espelhos e projecções de luzes sobre efeito do fumo, para criar ambientes e novas experiências. Em São Francisco, entre 1965 e 1966 os liquid light shows eram produzidos por colectivos de artistas visuais. Entre os vários grupos, o Joshua Light Show e Brotherhood of Light destacam-se pelos efeitos visuais que acompanharam os concertos dos Grateful Dead. Estes efeitos visuais com luz e cor foram fortemente estimulados pela geração Beat e alimentados pela “expansão da consciência” em volta das experiências com ácidos, próprias da época.

### 2000
O novo século trouxe também novas dinâmicas às práticas relacionadas com a performance audiovisual. Anteriormente, ser VJ implicava um processo isolado de autoinvenção e como resultado o termo não era muito conhecido. Com o surgimento da Internet, o estabelecimento de ligações entre pares transformou o contexto, através do surgimento de comunidades virtuais. Os inúmeros festivais que começam a surgir por toda a Europa são resultado destas ligações estabelecidas online.
Entre os festivais, o VideA (2000 - 2005), em Barcelona; o AVIT construído pela e para a comunidade VJCentral.com, com edições em Leeds (2002), Chicago (2003), [[Brighton[[ (2003), São Francisco (2004) e Birmingam (2005); o 320x240 na Croácia (2003); o Contact Europe em Berlin (2003). De destacar o festival Cimatics, em Bruxelas, com a sua primeira edição, de 2002, completamente dedicada ao VJing. Em 2003, o festival PixelAche foi dedicado ao tópico do VJing. Em 2004 surgiu o LPM - Live Performers Meeting, em Roma, com o objectivo de responder à necessidade de encontro presencial e informal entre toda a diversidade que constitui a performance audiovisual.  O festival MUTEK ( desde 2000), em Montereal, apresenta VJs com regularidade, em conjunto com som e performance experimental.
Entre 2005 e 2007) alguns artistas e coletivos do Reino Unido, tais como o Addictive TV organizaram-se em conjunto com o BFI (British Film Institute) para produzir o evento Optronica, que apresentava performances audiovisuais no London IMAX e no BFI Southbank.
Os blogs, websites pessoais e arquivos como o "Prelinger Archives", alojado no Archive.org, são suportes largamente usados por muitos VJs para divulgar os seus trabalhos sob Public Domain e Creative Commons. Muitos VJs partilham os seus loops com outros VJs, como é exemplo as  colecções "Design of Signage"  (2006) de Tom Bassford, "79 VJ Loops" (2006) de Analog Recycling, "Vintage Fairlight Clips" (2007) de VJzoo e  "57 V.2" (2007) de Mo Selle.
Os DVDs promocionais também aparecem, tais como o Mixmasters (2000–2005) para a série de televisão ITV1 television series, produzido pelos Addictive TV, Lightrhythm Visuals (2003), Visomat Inc. (2002), e Pixdisc, todos estes focados nas criações visuais e estilos e técnicas relativas ao VJing. Mia Makela organizou a coleção disponível em DVD, para a Mediateca da Caixa Forum intitulada "LIVE CINEMA" (2007), focada na prática do Live Cinema onde participam muitos VJs.
Livros que reflectem a história, os aspectos técnicos e assuntos teóricos começaram a surgir por volta de 2005, tais como  "The VJ Book: Inspirations and Practical Advice for Live Visuals Performance" (Paul Spinrad, 2005), "VJ: Audio-Visual Art and VJ Culture" (Michael Faulkner e D-Fuse, 2006), "vE-jA: Art + Technology of Live Audio-Video" (Xárene Eskandar [ed], 2006), e "VJ: Live Cinema Unraveled" (Tim Jaeger, 2006). A relação VJ-DJ ganhou relevância como assunto de interesse para os que estudam o VJing no contexto académico human–computer interaction.

## Pesquisa teórica
Alguns projectos têm vindo a tomar forma em volta da documentação e estudo teórico do VJing. Em 2004, Annet Dekker orientou o VJ Cultuur – a state of flux, um projecto do Netherlands Media Art Institute, Montevideo / Time Based Arts. Dekker contribuiu, através da escrita, para o conhecimento da história do VJing, no contexto da discoteca. Em 2005 o projecto VJ Theory  iniciou a publicação online de textos sobre VJing e a organização de discussões online e offline sobre assuntos relacionados. Estas actividades ajudaram a desenvolver uma comunidade de interesse em volta da reflexão teórica sobre a performance audiovisual e sobre o VJing. Entre 2005 e 2006 foram editados vários livros contendo entrevistas com VJs e estudos de caso de projectos e festivais. Estas publicações ajudaram a perceber a práctica reconhecendo-lhe um contexto histórico e artístico. Os encontros em festivais internacionais dedicados às artes digitais, como é o caso do ISEA e do Ars Electronica, e em festivais especificamente dedicados ao Vjing, como é o caso do festival abertura em Lisboa, têm vindo a definir a prática em termos teóricos.
A dinâmica gerada pelo crescente interesse na investigação teórica e académica contribui para a complexificação do discurso. Gradualmente, o foco de atenção passa dos assuntos relacionados com a produção do evento ou performance para se dividir entre o processo, os conceitos, a identidade e presença do performer e do colectivo e a audiência. Assuntos relacionados com autoria, com redes de colaboração e narrativa, colocam a discussão crítica relacionada com o Vjing numa base partilhada por várias áreas do conhecimento, definindo como interdisciplinar cada projecto de investigação.
Publicações periódicas, online e em papel, apresentam artigos relacionados com o VJing, como é o caso da AMinima magazine, no seu número especial sobre Live Cinema, que apresenta alguns dos VJs mais proeminentes internacionalmente e vários artigos sobre VJing e  jornal online Vague Terrain, com o número The Rise of the VJ.